# Entodon cladorrhizans
Entodon cladorrhizans là một loài Rêu trong họ Entodontaceae. Loài này được (Hedw.) Müll. Hal. mô tả khoa học đầu tiên năm 1845.

## Hình ảnh

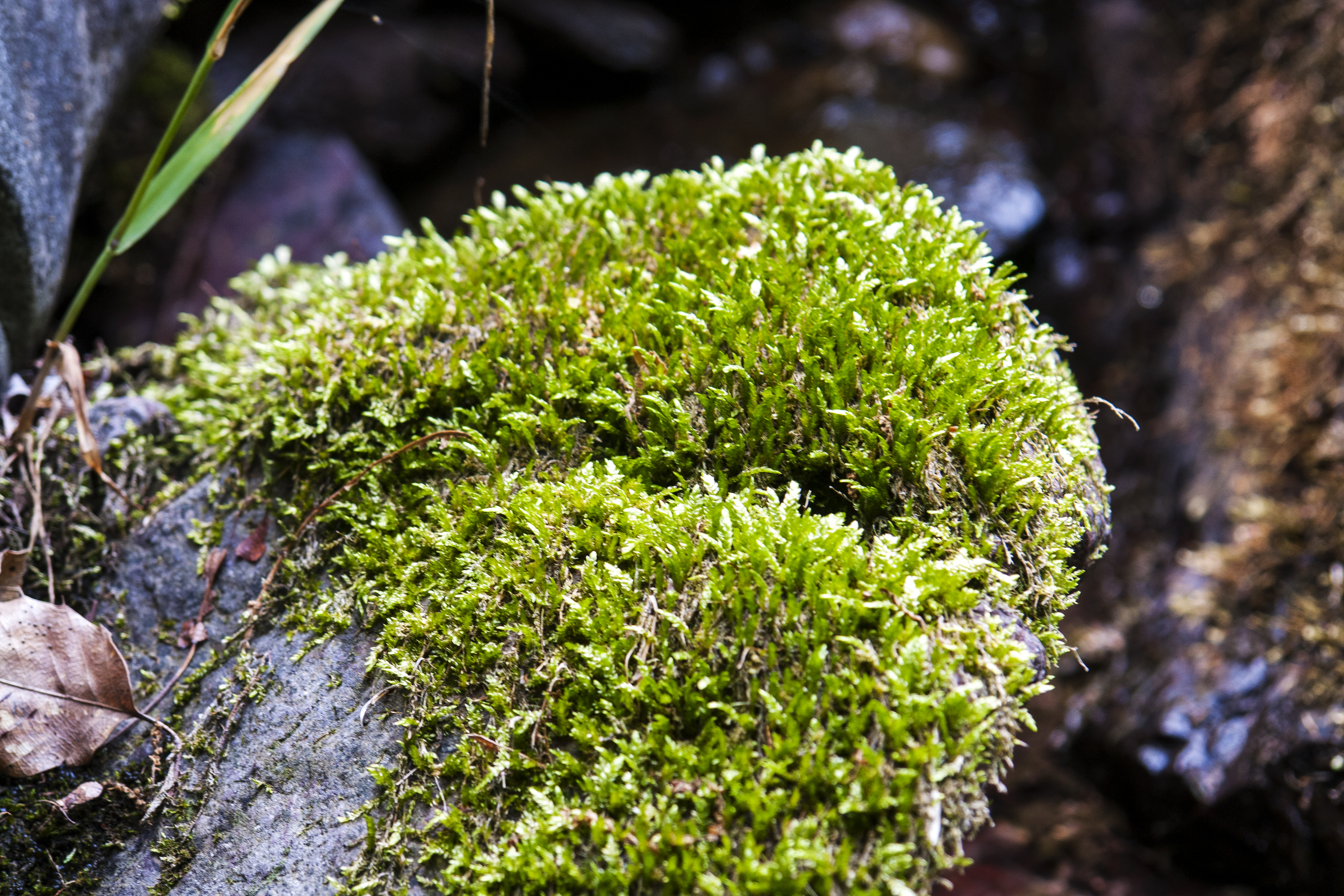
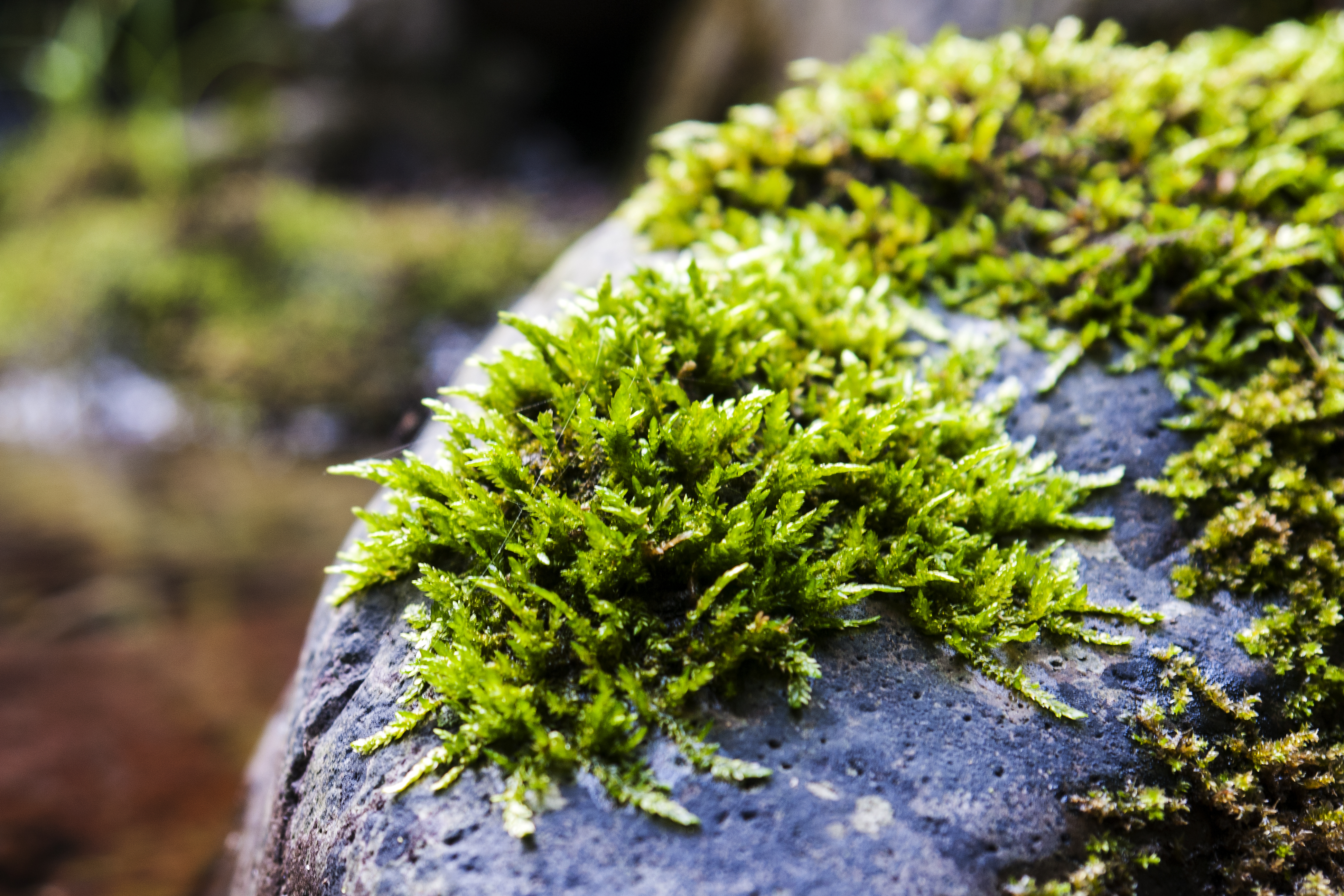
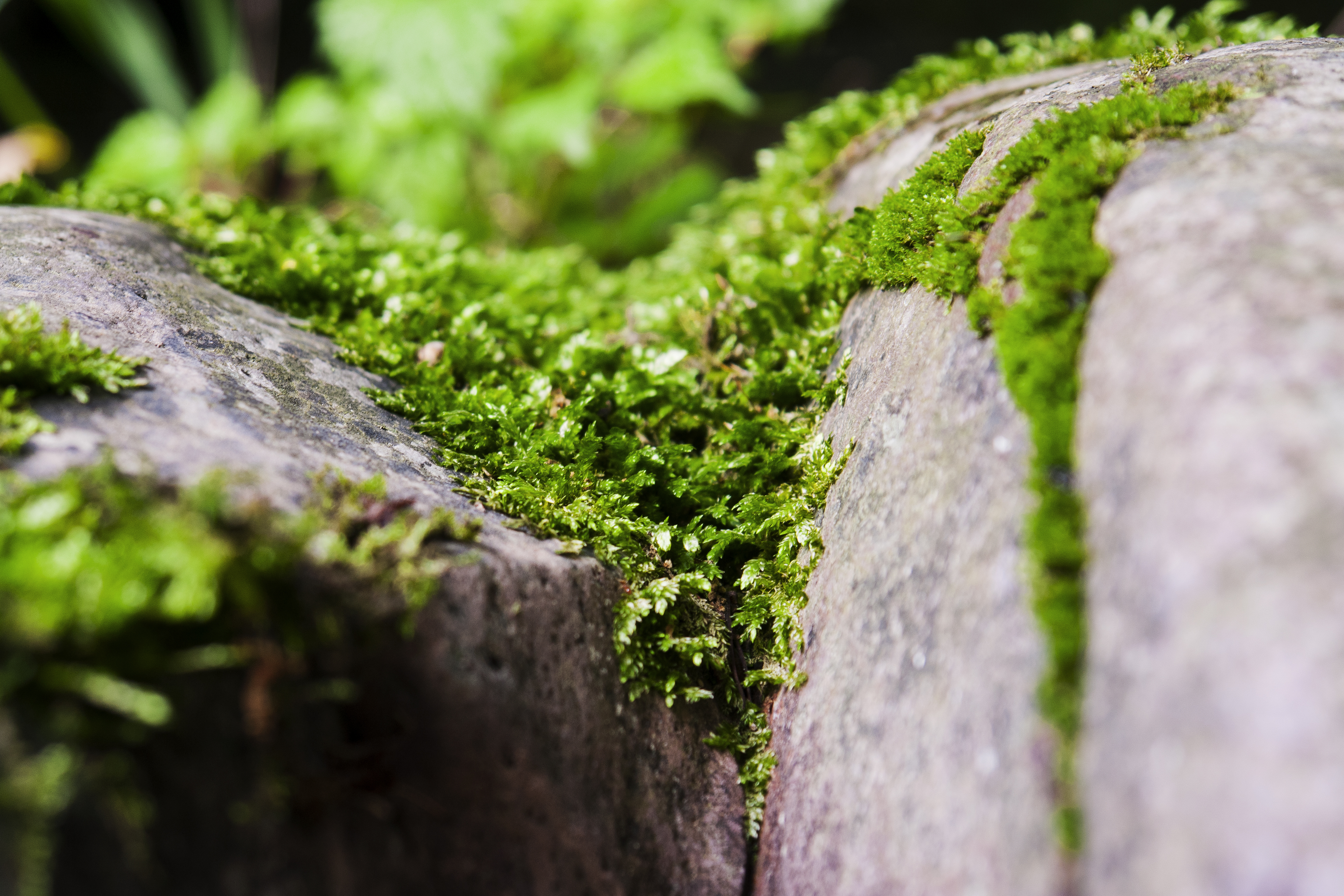